# Antonio Ruiz Vilaplana
Antonio Ruiz Vilaplana (Barcelona, 29 de mayo de 1905 - Ginebra, 6 de agosto de 1973) fue el secretario judicial de la ciudad de Burgos en el momento de la sublevación militar española de 1936. Tras su huida a Francia en junio de 1937 redactaría "Doy fe: un año de actuación en la España nacionalista", un testimonio que tuvo gran importancia durante el propio devenir de la Guerra civil española y que hoy en día es considerado relevante para el análisis de la represión de la zona sublevada durante los primeros momentos del levantamiento.

## Biografía
Nacido en 1905 en Barcelona, cursa sus estudios en Derecho en Madrid. Allí se alojó, al menos durante un año, en la conocida Residencia de Estudiantes. Con tan solo 23 años aprueba las oposiciones de secretario judicial del Estado, pasando por diferentes destinos provisionales como Riaza, El Ferrol y Madrid. Es nombrado, además, presidente del Colegio de Secretarios Judiciales. En 1935 es trasladado definitivamente a la ciudad de Burgos, quedando su mujer y su hija residiendo temporalmente en la capital. 
En Burgos es testigo de primera mano del proceso de conspiración y levantamiento militar: por alojarse en el mismo hotel que el General González de Lara (el cabecilla de la conspiración militar en Burgos, que sería detenido en la noche del 17 al 18 de julio justo antes de la sublevación peninsular) coincidirá una primera vez con el General Mola, que llevaba meses haciendo reuniones periódicas con Lara en el comedor del mismo hotel. A Mola le volverá a ver el 24 de julio en la reunión de oficiales en la que se constituyó la Junta de Defensa Nacional (véase Gobierno de Burgos). También presenciará el traslado de su cadáver al Palacio de Capitanía General tras el accidente de avión cerca del puerto de la Brújula. 
Debido a la labor judicial que desempeñaba participará en estos meses en los levantamientos de cadáveres que irán apareciendo en los alrededores de la ciudad. En su posterior testimonio podrá nombrar diversas fosas comunes (Estépar, la Brújula, el cementerio de San José), lugares de fusilamiento (los alrededores de la Cartuja de Miraflores), sacas del Penal de Burgos (como el proceso de Miranda, el ajusticiamiento más numeroso que pudo testimoniar, con 42 fusilamientos en una noche), paseos (un campesino de Sasamón aparecido en la cuneta, o una joven de 21 años de Quintanapalla con evidencias de haber sido previamente violada, entre una larga lista) y otros personajes concretos fusilados (el director del Penal de Burgos, Julián Peñalver, o el capitán Pedro Ojeda Martínez). De todos ellos, solamente el primer cadáver levantado, el que inauguraría la represión en la retaguardia burgalesa (un civil, de clase baja y probablemente de ideología obrera que había sido asesinado por un albiñanista a los pocos días del levantamiento) se realizaría, según su testimonio, con todas las garantías judiciales (fotografías y presencia de la Policía y de la Guardia Civil, aunque no se realizó ninguna investigación posterior y se ordenó que las fotografías no vieran la luz)
El 9 de octubre de 1936 se produce una saca del penal de Burgos que terminó con la vida del músico Antonio José. Esto supuso un punto de inflexión para Ruiz Vilaplana, que protestó ante la autoridad militar para que justificara la orden de fusilamiento. Según el testimonio del secretario judicial, el militar al mando habría explicado que la sentencia se basaba en un artículo periodístico publicado por el compositor en la revista Burgos Gráfico sospechoso de estar escrito con clave y, por tanto, de que el artista fuera un espía (a pesar de que se trataba de un artículo escrito meses antes al propio levantamiento, de marzo de 1936).
A partir de ese momento, por dilemas éticos con las funciones que implicaba su cargo, Ruiz Vilaplana prepararía su huida a Francia. Con la excusa de traer a su mujer y a su hija que habían quedado en la zona republicana (Madrid) consiguió un salvoconducto que le permitía pasar la frontera, donde teóricamente se reuniría con ellas para llevarlas de nuevo a la capital del gobierno sublevado. Sin embargo, una vez cruzado los Pirineos, un 30 de junio de 1937, no volvería a pisar nunca más la zona sublevada. 
Ya en París comenzaría la redacción de "Doy fe: un año de actuación en la España nacionalista" que, terminado a finales de 1937, ocasionaría gran impacto en la prensa internacional del momento. El testimonio llegaría al conocimiento del propio Gobierno de la República, el cual no dudaría en difundirlo a través de su Ministerio de Propaganda: en 1938, Vilaplana volvería a la España republicana para conceder entrevistas, visitando las ciudades de Madrid y Barcelona (e incluso se incorporaría a filas por movilización del reemplazo, llegando a participar en campos de instrucción militar). Después se mudaría a Nueva York para, finalmente, establecerse en México donde editaría en 1945 "Destierro en Manhattan". Finalmente terminaría en Ginebra realizando trabajos como intérprete para la ONU. Falleció el 6 de agosto de 1973.

## Ideología política
En "Doy fe" Vilaplana manifiesta en repetidas ocasiones haber vivido apartado de la política, no habiendo militado nunca en ningún partido ni organización sindical. Sin embargo, a lo largo de su testimonio se puede reconstruir un perfil político: republicano y demócrata convencido, de tendencia claramente moderada. El 10 de diciembre de 1937, tras pasar por el Madrid sublevado, declararía: 
El Madrid alegre que abandoné antes de julio lo encuentro ahora convertido en una ciudad ensangrentada por el fascismo, pero serena, heroica y fuerte. Jamás fui izquierdista, pero creo que todo español debe defender la integridad de la patria y ésa la representa ahora el Gobierno de la República. 
De mentalidad liberal, como él mismo reconoce en su publicación, y creyente y practicante, como manifiesta también en repetidas ocasiones (relevante el capítulo dedicado a la Cartuja), pertenece a una clase social acomodada y culta. Es precisamente el hecho de situarse en el espectro político conservador lo que da fuerza a un relato de denuncia contra los crímenes de la España sublevada. El escritor Félix Pita Rodríguez en un artículo escrito desde París a finales de 1937 para el diario barcelonés La Nueva España lo resume así:
No es un comunista, no es un socialista, no en fin, un rojo según la expresión hitleriana puesta de moda por los rebeldes españoles. (...). La sola disciplina del hombre íntegro dictó el impulso que haría hacer este libro. De ahí su valor enorme. Documento que la historia recogerá mañana para situar en su justo lugar a los culpables del gran crimen español. Antonio Ruiz Vilaplana ha dado fe del gran crimen.